# Caccobius christophi
Caccobius christophi är en skalbaggsart som beskrevs av Edgar von Harold 1879. Caccobius christophi ingår i släktet Caccobius och familjen bladhorningar. Inga underarter finns listade.